# 吕心阳
吕心阳（1968年5月—），男，汉族，河南柘城人，中华人民共和国政治人物。现任民革河南省委副主委。第十四届全国政协委员。